# Mečislovas Reinys
Mečislovas Reinys (in russo: Мечи́словас Рейни́с) (Madagaskaras, 5 febbraio 1884 – Vilnius, 8 novembre 1953) è stato un arcivescovo cattolico, politico e psicologo lituano, vescovo titolare di Tiddi, vescovo coadiutore di Vilkaviškis, vescovo ausiliare di Vilnius, arcivescovo titolare di Cipsela, vittima della persecuzione dei cristiani in URSS.

## Biografia
Nacque nel villaggio di Madagaskaras nella Lituania dell'Impero russo. Frequentò il seminario diocesano di Vilnius e nel 1905 fu ordinato sacerdote. Passò in seguito all'Accademia teologica cattolica Imperiale romana di San Pietroburgo, dove nel 1912 discusse la tesi per il dottorato in filosofia. Nel 1913 perfezionò ulteriormente i suoi studi all'Università di Strasburgo. Dal 1915, durante la prima guerra mondiale, fu cappellano militare in un ospedale e nel medesimo tempo insegnò al ginnasio a Vilnius. Dal 1916 fu professore di filosofia in seminario e dal 1922 professore ordinario alla cattedra di psicologia teoretica e sperimentale all'università di Kaunas.
Nel 1926 fu consacrato vescovo. Nello stesso anno fu nominato ministro degli affari esteri della Lituania. Fu autore di decine di articoli su problemi di psicologia, di etica, di teologia e di pedagogia. Rimase a Kaunas anche dopo la fondazione della Repubblica Socialista Sovietica Lituana. Reinys riuscì ad aprire il seminario a Vilnius, chiuso dalle autorità tedesche. Nel 1947 venne arrestato e condannato a molti anni di prigionia. Venne rinchiuso nella prigione di Vladimir, dove morì nel 1953.

## Genealogia episcopale
La genealogia episcopale è:
- Cardinale Scipione Rebiba
- Cardinale Giulio Antonio Santori
- Cardinale Girolamo Bernerio, O.P.
- Vescovo Claudio Rangoni
- Arcivescovo Wawrzyniec Gembicki
- Arcivescovo Jan Wężyk
- Vescovo Piotr Gembicki
- Vescovo Jan Gembicki
- Vescovo Bonawentura Madaliński
- Vescovo Jan Małachowski
- Arcivescovo Stanisław Szembek
- Vescovo Felicjan Konstanty Szaniawski
- Vescovo Andrzej Stanisław Załuski
- Arcivescovo Adam Ignacy Komorowski
- Arcivescovo Władysław Aleksander Łubieński
- Vescovo Andrzej Mikołaj Stanisław Kostka Młodziejowski
- Arcivescovo Kasper Kazimierz Cieciszowski
- Vescovo Franciszek Borgiasz Mackiewicz
- Vescovo Michał Piwnicki
- Arcivescovo Ignacy Ludwik Pawłowski
- Arcivescovo Kazimierz Roch Dmochowski
- Arcivescovo Wacław Żyliński
- Vescovo Aleksander Kazimierz Bereśniewicz
- Arcivescovo Szymon Marcin Kozłowski
- Vescovo Mečislovas Leonardas Paliulionis
- Arcivescovo Bolesław Hieronim Kłopotowski
- Vescovo Kasper Felicjan Cyrtowt
- Arcivescovo Wincenty Kluczynski
- Arcivescovo Pranciškus Karevičius, M.I.C.
- Arcivescovo Jurgis Matulaitis-Matulevičius, M.I.C.
- Arcivescovo Mečislovas Reinys